# 城内通
城内通（しろのうちどおり）は兵庫県神戸市灘区の町名の一つで、同区西部の旧・原田村域の東南部に位置する。
東は西郷川を隔て北から岸地通、大内通、泉通、南は灘北通、西は阪急神戸線を隔て原田通、北は山手幹線を隔て王子町。東から順に一～五丁目まで存在する。
令和2年国勢調査（2020年10月1日）における世帯数1,465、人口2,527、うち男性1,181人、女性1,346人。郵便番号：657-0836。

## 由来
城の痕跡はないが、川辺賢武の説では鎌倉時代に信州から移り住んだ土豪 松本忠公の屋敷が立派で城のようだったから付近を城の内と呼んだという。
また、元久年間に松本家の松本彦三郎盛光の開いた松本寺は、寺の門も城門の様だったといわれたが、戦災で消失し、寺にあった松本家の墓所は垂水区の墓園の永福寺区画に移された。